# Serra do Roncador
A Serra do Roncador é uma região que se localiza no ponto mais central do Brasil, no estado do Mato Grosso, mais especificamente entre o rio das Mortes e o rio Araguaia a leste, e o rio Xingu e Kuluene a oeste, chegando a atingir até 700 metros de altitude em alguns pontos.

## Características
A região da Serra do Roncador é, até hoje, a mais desconhecida da selva sul-americana. Uma imensa cordilheira da era plutônica que se ergue como divisor de águas do Araguaia e do Xingu. Estende-se por cerca de 800 km, aproximadamente, desde Vale Dos Sonhos, no Mato Grosso até as proximidades da Serra do Cachimbo, no estado do Pará. O nome "roncador" vem do fato do vento passar pelos paredões rochosos durante a noite, produzindo um som grave que se assemelha ao ronco de uma pessoa dormindo.

## Misticismo
A Serra do Roncador é uma área muito valorizada pelos seguidores de seitas místicas. Foi nesse local que, procurando por ruínas da cidade perdida de "Atlântida", o coronel Percy Fawcett desapareceu misteriosamente, dando origem a muitas lendas. Acredita-se que seres evoluídos possuam cidades subterrâneas cujas entradas ficam escondidas no meio da serra.